# Фирнис
Фирнис е декоративно покритие от същия материал с различна консистенция, използвано за украса на керамиката през античността.
От VIII – VII в. пр.н.е. до късната елинистическа епоха през II в. пр.н.е. се използва фирнис с плътен черен цвят. След I в. пр.н.е. постепенно се налага червеният цвят, който е характерен за римската трапезна керамика. Среща се и фирнис с жълто-кафяв цвят.
Преди да се уточни технологията на получаването му се смята, че това е лак, който съдържа поташ, глина със ситно стрити силикатни примеси и железен оксид. Съвременни проучвания на немски и английски химици и археолози установяват, че всъщност декоративният слой се получава от обикновен разтвор на същата глина във вода, но с по-фина консистенция от използваната за изделието, а оцветяването се постига с последваща няколкостепенна топлинна обработка. От много чиста глина се приготвя колоидален разтвор с гъстота на течно желе, който се нанася с четка и се оформя желаната рисунка. След това изделието се изпича отначало до около 800 °С, при което поради окисление се получава дижелезен триоксид и глината добива червен цвят. Във втората фаза на изпичане, при около 945 °С и ограничен приток на въздух, дижелезният триоксид се превръща в железен оксид или трижелезен тетраоксид, и двата с черен цвят. Ако процесът спре дотук, керамиката би останала изцяло черна. Но може да се пристъпи към трета фаза на изпичане с частична реоксидация при по-ниска температура до около 875 °С, като се допуска нов приток на кислород в пещта и се оставя да изстине. Там, където глината е порьозна (няма нанесен фирнис), цветът отново става червен, а защитените изрисувани участъци са вече синтеровани, не се променят и остават черни. Този сложен процес бил известен на грънчарите от атинския квартал Керамейк.